# Пасејик (Мисури)
Пасејик (енгл. Passaic) град је у америчкој савезној држави Мисури.

## Демографија
По попису из 2010. године број становника је 34, што је 6 (-15,0%) становника мање него 2000. године.
| Група             | 2000.      | 2010.      |
| Белци             | 36 (90,0%) | 33 (97,1%) |
| Афроамериканци    | 0 (0,0%)   | 0 (0,0%)   |
| Азијати           | 0 (0,0%)   | 0 (0,0%)   |
| Хиспаноамериканци | 3 (7,5%)   | 1 (2,9%)   |
| Укупно            | 40         | 34         |